# Alpenus dollmani
Alpenus dollmani là một loài bướm đêm thuộc phân họ Arctiinae, họ Erebidae.